# Gino Renni
Gino Renni (7. června 1943 Kalábrie, Itálie – 1. srpna 2021 Buenos Aires, Argentina), vlastním jménem Luigi Melieni Mollo, byl argentinský herec, komik a zpěvák italského původu.
Narodil se v Itálii, jeho rodiče se do Argentiny přestěhovali, když mu byly tři roky. Jako zpěvák debutoval v roce 1961 v argentinském rádiu s vlastním pořadem s italskými písněmi. Během 70. let vydal několik singlů, v letech 1987 a 2007 vyšla jeho studiová alba. Jako herec se v televizi i filmu poprvé objevil v letech 1967/1968, přelomem v jeho herecké kariéře byla telenovela Nino, las cosas simples de la vida (1971–1972), kde ztvárnil jednu z hlavních postav. Během 70. a 80. let byl obsazován převážně do filmů, v hlavní roli působil například ve dvou vzájemně souvisejících komediálních sériích vycházejících z filmů Brigada explosiva (1986–2008) a Los bañeros más locos del mundo (1987–2018). V 90. letech 20. století a v první dekádě 21. století hrál především v televizi (např. seriály Perla negra, Divoký anděl, Kachorra, Dr. Amor). Po roce 2010 se objevil například v seriálech Cuando me sonreís, Loco por vos či filmech Moje první svatba a Muerte en Buenos Aires.
Zemřel 1. srpna 2021 ve věku 78 let na covid-19, se kterým byl hospitalizován od začátku června toho roku.